# Vertigo perryi
Vertigo perryi är en snäckart som beskrevs av Sterki 1905. Vertigo perryi ingår i släktet Vertigo och familjen puppsnäckor. Inga underarter finns listade i Catalogue of Life.